# جيريمي سيمز
جيريمي سيمز (بالإنجليزية: Jeremy Sims)‏ هو مخرج وممثل أسترالي، ولد في 10 يناير 1966 في أستراليا.

## وصلات خارجية
- جيريمي سيمز على موقع IMDb (الإنجليزية)
- جيريمي سيمز على موقع ألو سيني (الفرنسية)
- جيريمي سيمز على موقع أول موفي (الإنجليزية)
- جيريمي سيمز على موقع قاعدة بيانات الأفلام السويدية (السويدية)
- جيريمي سيمز على موقع قاعدة بيانات الأفلام السويدية (السويدية)
- جيريمي سيمز على موقع ديسكوغز (الإنجليزية)
- جيريمي سيمز على موقع قاعدة بيانات الفيلم (الإنجليزية)
- جيريمي سيمز على موقع كينوبويسك (الروسية)